# Ektopisk uretär
Ektopisk uretär (felplacerad uretär) är då en uretär, som normalt leder urin från en njure till urinblåsan, mynnar ut på annat ställe än i just urinblåsan, exempelvis direkt i urinröret. Muskulaturen som normalt gör att man kan kontrollera urinblåsan sätts då ur spel och det sker ett urinläckage konstant.
Ektopisk uretär kan orsaka urinvägsinfektioner.